# Miguel Patiño Velázquez
Miguel Patiño Velázquez (ur. 30 września 1938 w La Piedad, zm. 22 września 2019) – meksykański duchowny rzymskokatolicki, w latach 1981–2014 biskup Apatzingán.

## Życiorys
Święcenia kapłańskie przyjął 16 czerwca 1963. 9 kwietnia 1981 został prekonizowany biskupem Apatzingán. Sakrę biskupią otrzymał 21 maja 1981. 17 listopada 2014 przeszedł na emeryturę.